# Feria de la Inmaculada de Elda
La Feria de la Inmaculada es una feria celebrada en España, en la ciudad de Elda, provincia de Alicante. Es una feria de una notable antigüedad entre las ferias españolas, datando su origen en el año 1466.

## La Feria
La feria es celebrada entre los días 6 y 8 de diciembre de cada año, pudiendo prolongarse algún día más si la fecha coincide junto a un fin de semana. Dicha feria está compuesta de dos apartados:
- Comercial: Se disponen decenas de puestos de venta ambulante, donde se comercia con una amplia variedad de mercancías, incluyendo artesanías, alimentación, dulces, juguetes, música o complementos de todo tipo. Es una tradición popular eldense, la acción de feriar, que consiste en regalar algo comprado en la feria, fundamentalmente juguetes a los niños, el día de la Inmaculada Concepción.
- Lúdica: Se monta así mismo un pequeño parque de atracciones ambulantes, donde se disponen las típicas atracciones mecánicas portátiles de este tipo de ferias, tales como una noria, carruseles, la ola, el látigo, casa del terror, coches de choque, etc, así como tómbolas y otro tipo de juegos, o puestos de comida rápida. La parte de las atracciones se conoce popularmente como Los Caballitos, y suele prolongarse durante una semana más. Desgraciadamente cada vez son menos las atracciones instaladas, quedando en el recuerdo de los eldenses atracciones de adultos ya desaparecidas como "El Látigo", "La Noria", o el "Discovery", centrándose cada vez más en el público infantil.

## Situación
Desde hace décadas, se viene instalando en terrenos del barrio Polígono Almafrá y la Avenida de las Filipinas. Durante algunos años, se ha instalado en zonas alternativas, como la Avenida de Ronda, o los Jardines del Vinalopó, volviendo en las últimas ediciones a ocupar nuevamente terrenos de Almafrá.

## Historia
Una de las ferias más antiguas de España es la Feria de Cocentaina. Durante el siglo XV, los Señores de la Baronía de Elda fueron la familia Corella, Condes de Cocentaina. Uno de ellos, Juan Ruiz de Corella, intercedió ante la corte para que le fuese concedido a Elda este derecho. Así pues, en un escrito firmado en la villa de San Mateo el 22 de marzo de 1466, el Rey Juan II de Aragón concede a la villa de Elda el privilegio de realizar una feria, que tendría lugar el día 1 de octubre de cada año.
Tiempo más tarde, unidas ya las coronas de Castilla y Aragón, la Reina Juana I, expide un decreto firmado en Zaragoza el 30 de julio de 1518, en el que no solo revalida el privilegio eldense, sino que cambia y amplía la fecha de la feria, que a partir de entonces tendrá lugar entre los días 1 y 13 del mes de diciembre de cada año. Según dice el edicto, se concede el privilegio en memoria de los servicios prestados por el Conde de Elda, don Mosén Juan Coloma, habiendo sido secretario del Rey Fernando el Católico y la Reina Isabel.